# Andegerebinha jezik
Andegerebinha jezik (andigibinha, antekerrepinhe; ISO 639-3: adg), jezik skupine aranda, porodice pama-nyunga, kojim u novije vrijeme još govori svega nekoliko osoba (10; Wurm and Hattori 1981) uz rijeke Hay River i Pituri Creek, Sjeverni teritorij, Australija.

## Vanjske poveznice
- Ethnologue (14th)
- Ethnologue (15th)